# Saiva coccinea
Saiva coccinea är en insektsart som först beskrevs av Walker 1858.  Saiva coccinea ingår i släktet Saiva och familjen lyktstritar. Inga underarter finns listade i Catalogue of Life.